# Марінер-4
Mariner 4 (разом із «Марінер-3» відомий як Mariner-Mars 1964) — безпілотний космічний апарат, 4-м у серії космічних апаратів, призначених для дослідження планет у режимі прольоту в рамках програми «Марінер». Запущений 28 листопада 1964 року для дослідження міжпланетного простору Сонячної системи. Пролетів повз Марс на висоті близько 9846 кілометрів і передав на Землю його перші знімки. Загалом було передано 22 знімки поверхні. Це були перші зображення іншої планети, коли-небудь повернуті з глибокого космосу. Фотографії покрили невелику ділянку поверхні розміром 300 × 300 км. Зображена на них мертва поверхня, вкрита кратерами, значною мірою змінила уявлення наукової спільноти про можливість життя на Марсі. Згідно з даними «Марінера-4», Марс дуже нагадував Місяць, і лише інформація «Маринера-6 і «Марінера-7» показала, що це не так. «Марінер-4» також встановив, що атмосфера Марса за густиною не перевищує 1 % земної і складається переважно з вуглекислого газу. Іншими цілями місії було проведення вимірювань полів і частинок у міжпланетному просторі поблизу Марса, а також отримання досвіду і знань про інженерні можливості для міжпланетних польотів великої тривалості.
Спочатку очікувалося, що «Марінер-4» пробуде в космосі вісім місяців, але місія тривала близько трьох років на сонячній орбіті. Надалі «Марінер-4» працював на навколосонячній орбіті, передаючи, зокрема, інформацію про сонячний вітер. 
Зв'язок зі станцією було втрачено в грудні 1967 року. Нині космічний апарат покинутий на зовнішній геліоцентричній орбіті.